# Francis Guerrero
Francisco Javier Guerrero Martín (Coín, Málaga, 11 de marzo de 1996), más conocido como Francis, es un futbolista español que juega de defensa en el C. F. Rayo Majadahonda de la Primera Federación.

## Trayectoria
Se formó en la cantera del Real Betis Balompié, donde ingresó en 2014 tras pasar por el Puerto Malagueño C. F. En la temporada 2015-16 se incorporó al Betis Deportivo, con el que logró el ascenso a Segunda División B en junio de 2017. 
Debutó con el Real Betis de forma oficial el 20 de agosto de 2017 al reemplazar a Matías Nahuel Leiva, contra el F. C. Barcelona en un partido que su equipo perdió 2-0.
El 31 de enero de 2020 la U. D. Almería logró su cesión con opción de compra si el club ascendía, circunstancia que no se dio.
Al inicio de la temporada 2020-21 se desvinculó del Real Betis, pues el entrenador no contaba con él, por lo que decidió, al igual que Wilfrid Kaptoum, denunciar al club por lo que consideraba un despido improcedente.
Desde entonces estuvo sin equipo, y en julio de 2022 inició un periodo de prueba en el Albacete Balompié que no superó. Con el comienzo del mes de agosto se unió al C. F. Rayo Majadahonda para la temporada 2022-23.

## Clubs
| Club             | Temporada    | Liga               | Liga | Liga  | Copa | Copa  | Europa | Europa | Otros | Otros | Total | Total |
| Club             | Temporada    | División           | Apps | Goals | Apps | Goals | Apps   | Goals  | Apps  | Goals | Apps  | Goals |
| ---------------- | ------------ | ------------------ | ---- | ----- | ---- | ----- | ------ | ------ | ----- | ----- | ----- | ----- |
| Betis B          | 2014–15      | Segunda División B | 5    | 0     | —    | —     | —      | —      | —     | —     | 5     | 0     |
| Betis B          | 2015–16      | Segunda División B | 29   | 1     | —    | —     | —      | —      | —     | —     | 29    | 1     |
| Betis B          | 2016–17      | Segunda División B | 4    | 0     | —    | —     | —      | —      | —     | —     | 4     | 0     |
| Betis B          | Total        | Total              | 38   | 1     | —    | —     | —      | —      | —     | —     | 38    | 1     |
| Betis            | 2017–18      | La Liga            | 14   | 1     | 0    | 0     | —      | —      | —     | —     | 14    | 1     |
| Betis            | 2018–19      | La Liga            | 22   | 0     | 5    | 0     | 1      | 0      | —     | —     | 28    | 0     |
| Betis            | 2019–20      | La Liga            | 0    | 0     | 1    | 0     | —      | —      | —     | —     | 1     | 0     |
| Betis            | Total        | Total              | 36   | 1     | 6    | 0     | 1      | 0      | 0     | 0     | 43    | 0     |
| Almería (cedido) | 2019–20      | Segunda División   | 7    | 0     | 0    | 0     | —      | —      | —     | —     | 7     | 0     |
| Rayo Majadahonda | 2022–23      | Primera Federación | 4    | 0     | 0    | 0     | —      | —      | —     | —     | 4     | 0     |
| Career total     | Career total | Career total       | 85   | 2     | 6    | 0     | 1      | 0      | 0     | 0     | 88    | 2     |